# Oscars du Midi olympique
Les Oscars Midi olympique sont une distinction décernée par le journal de référence du rugby, Midi olympique.
Chaque année, Les journalistes de ce journal et ses lecteurs récompensent les trois meilleurs joueurs, le meilleur entraîneur et la meilleure joueuse de rugby à XV évoluant dans le championnat de France.
Créée en 1954, Il s'agit de l'une des plus anciennes récompenses sportives et de la plus prestigieuse pour les joueurs de rugby du championnat français.

## Palmarès joueurs
| Année | Or                    | Argent               | Bronze                            |
| ----- | --------------------- | -------------------- | --------------------------------- |
| 1954  | Lucien Mias           | Henri Domec          | Jean Matheu-Cambas                |
| 1955  | René Biénès           | Gérard Dufau         | Henri Domec                       |
| 1956  | Gérard Dufau          | Maurice Prat         | André Sanac                       |
| 1957  | Michel Celaya         | Amédée Domenech      | Michel Vannier                    |
| 1958  | Amédée Domenech       | Jean Barthe          | Michel Vannier                    |
| 1959  | Lucien Mias           | Jean Barthe          | Roger Martine                     |
| 1960  | François Moncla       | Robert Vigier        | Jean Dupuy                        |
| 1961  | Michel Crauste        | Pierre Albaladejo    | Amédée Domenech                   |
| 1962  | Jean-Pierre Saux      | Pierre Danos         | Amédée Domenech                   |
| 1963  | Alfred Roques         | André Boniface       | Pierre Lacroix                    |
| 1964  | Pierre Albaladejo     | Michel Crauste       | Paul Dedieu                       |
| 1965  | Paul Dedieu           | Walter Spanghero     | Christian Darrouy                 |
| 1966  | Walter Spanghero      | Jean Gachassin       | Benoît Dauga                      |
| 1967  | Guy Camberabero       | Jean-Michel Cabanier | Benoît Dauga                      |
| 1968  | Christian Carrère     | Walter Spanghero     | André Campaes                     |
| 1969  | Élie Cester           | Jo Maso              | Walter Spanghero                  |
| 1970  | Pierre Villepreux     | Benoît Dauga         | Jean-Pierre Lux                   |
| 1971  | Benoît Dauga          | Jack Cantoni         | Jean-Louis Bérot                  |
| 1972  | Walter Spanghero      | Pierre Villepreux    | Max Barrau                        |
| 1973  | Jo Maso               | Paul Biémouret       | Max Barrau                        |
| 1974  | Jean-Pierre Romeu     | Victor Boffelli      | Claude Spanghero                  |
| 1975  | Richard Astre         | Jean-Claude Skrela   | Jean-Pierre Rives                 |
| 1976  | Jean-Claude Skrela    | Jacques Fouroux      | Jean-Pierre Romeu                 |
| 1977  | Jean-Pierre Rives     | Jean-Michel Aguirre  | Alain Paco                        |
| 1978  | Jérôme Gallion        | Jean-Pierre Rives    | Alain Paco                        |
| 1979  | Jean-Pierre Rives     | Jean-Luc Joinel      | Robert Paparemborde               |
| 1980  | Jean-Luc Joinel       | Didier Codorniou     | Serge Gabernet                    |
| 1981  | Jean-Pierre Rives     | Guy Laporte          | Jean-Luc Joinel                   |
| 1982  | Serge Blanco          | Philippe Dintrans    | Jean-Luc Joinel                   |
| 1983  | Serge Blanco          | Patrick Estève       | Robert Paparemborde               |
| 1984  | Jérôme Gallion        | Didier Codorniou     | Jean-Patrick Lescarboura          |
| 1985  | Jérôme Gallion        | Serge Blanco         | Didier Codorniou                  |
| 1986  | Philippe Sella        | Éric Champ           | Daniel Dubroca                    |
| 1987  | Philippe Sella        | Laurent Rodriguez    | Pierre Berbizier                  |
| 1988  | Laurent Rodriguez     | Serge Blanco         | Pierre Berbizier                  |
| 1989  | Serge Blanco          | Laurent Rodriguez    | Pierre Berbizier                  |
| 1990  | Serge Blanco          | Patrice Lagisquet    | Didier Camberabero                |
| 1991  | Serge Blanco          | Didier Camberabero   | Franck Mesnel                     |
| 1992  | Serge Blanco          | Aubin Hueber         | Laurent Cabannes                  |
| 1993  | Philippe Benetton     | Olivier Roumat       | Philippe Saint-André              |
| 1994  | Philippe Saint-André  | Philippe Sella       | Christophe Deylaud                |
| 1995  | Émile Ntamack         | Thierry Lacroix      | Laurent Cabannes                  |
| 1996  | Thomas Castaignède    | Christian Califano   | Jean-Luc Sadourny                 |
| 1997  | Christophe Lamaison   | Jean-Luc Sadourny    | Abdelatif Benazzi                 |
| 1998  | Thomas Castaignède    | Philippe Carbonneau  | Marc Lièvremont                   |
| 1999  | Fabien Pelous         | Christophe Dominici  | Émile Ntamack                     |
| 2000  | Christophe Dominici   | Olivier Magne        | Fabien Pelous                     |
| 2001  | Fabien Galthié        | Gérald Merceron      | Olivier Magne                     |
| 2002  | Serge Betsen          | Fabien Galthié       | Tony Marsh                        |
| 2003  | Fabien Galthié        | Fabien Pelous        | Xavier Garbajosa                  |
| 2004  | Fabien Pelous         | Imanol Harinordoquy  | Yannick Jauzion                   |
| 2005  | Yannick Jauzion       | Christophe Dominici  | Dimitri Yachvili                  |
| 2006  | Dimitri Yachvili      | Florian Fritz        | Damien Traille                    |
| 2007  | Juan Martín Hernández | Pierre Mignoni       | Cédric Heymans                    |
| 2008  | Juan Martín Hernández | Byron Kelleher       | Cédric Heymans                    |
| 2009  | Maxime Mermoz         | Thierry Dusautoir    | Maxime Médard et Napolioni Nalaga |
| 2010  | Morgan Parra          | William Servat       | Imanol Harinordoquy               |
| 2011  | Vincent Clerc         | Julien Bonnaire      | Fulgence Ouedraogo                |
| 2012  | Thierry Dusautoir     | Wesley Fofana        | Dimitri Yachvili                  |
| 2013  | Wesley Fofana         | Mathieu Bastareaud   | Antonie Claassen                  |
| 2014  | Mathieu Bastareaud    | Brice Dulin          | François Trinh-Duc                |
| 2015  | Guilhem Guirado       | Yohann Huget         | Antoine Burban                    |
| 2016  | Maxime Machenaud      | Guilhem Guirado      | Baptiste Serin                    |
| 2017  | Camille Lopez         | Kevin Gourdon        | Guilhem Guirado                   |
| 2018  | Mathieu Babillot      | Mathieu Bastareaud   | Yannick Nyanga                    |
| 2019  | Antoine Dupont        | Damian Penaud        | Grégory Alldritt                  |
| 2020  | Antoine Dupont        | Charles Ollivon      | Matthieu Jalibert                 |
| 2021  | Antoine Dupont        | Grégory Alldritt     | Matthieu Jalibert                 |
| 2022  | Antoine Dupont        | Grégory Alldritt     | Romain Ntamack                    |
| 2023  | Grégory Aldritt       | Thomas Ramos         | Camille Lopez                     |
| 2024  | Antoine Dupont        | Thomas Ramos         | Damian Penaud                     |

## Palmarès entraîneurs
Ce palmarès concerne les entraineurs du championnat de France. Ils sont français sauf mention.
| Année | Or                                                                                    | Argent                                                                | Bronze            |
| ----- | ------------------------------------------------------------------------------------- | --------------------------------------------------------------------- | ----------------- |
| 2000  | Jacques Brunel                                                                        | Bernard Laporte                                                       | Guy Novès         |
| 2001  | Guy Novès                                                                             | Bernard Laporte                                                       | Alain Gaillard    |
| 2002  | Bernard Laporte                                                                       | Patrice Lagisquet                                                     | Christian Lanta   |
| 2003  |                                                                                       |                                                                       |                   |
| 2004  | Nick Mallett                                                                          | Guy Novès                                                             | Laurent Seigne    |
| 2005  | Guy Novès                                                                             | Patrice Lagisquet                                                     | Fabien Galthié    |
| 2006  | Patrice Lagisquet                                                                     | Guy Novès                                                             | Fabien Galthié    |
| 2007  | Fabien Galthié                                                                        | Vern Cotter                                                           | Patrice Lagisquet |
| 2008  | L'encadrement du Stade toulousain (Guy Novès, Yannick Bru et Philippe Rougé-Thomas)   |                                                                       |                   |
| 2009  | L'encadrement de l'USA Perpignan (Jacques Brunel, Bernard Goutta et Franck Azéma)     |                                                                       |                   |
| 2010  | Les encadrements de l'ASM Clermont Auvergne et du Stade toulousain                    |                                                                       |                   |
| 2011  | L'encadrement du Montpellier HR (Fabien Galthié, Éric Béchu et Didier Bès)            |                                                                       |                   |
| 2012  | L'encadrement du Stade toulousain (Guy Novès, Yannick Bru et Jean-Baptiste Élissalde) | L'encadrement du Castres olympique (Laurent Labit et Laurent Travers) |                   |
| 2014  | L'encadrement du RC Toulon (Bernard Laporte, Jacques Delmas et Pierre Mignoni)        |                                                                       |                   |

## Oscar Monde
| Année | Joueur                           |
| ----- | -------------------------------- |
| 2008  | Dan Carter                       |
| 2009  | Bakkies Botha et Victor Matfield |
| 2010  | Dan Carter                       |
| 2011  | Thierry Dusautoir                |
| 2012  | Richie McCaw                     |
| 2013  | Leigh Halfpenny                  |
| 2014  | Juan Martín Fernández Lobbe      |
| 2015  | Ma'a Nonu                        |
| 2016  | Maro Itoje                       |
| 2018  | Conor Murray                     |
| 2019  | Cheslin Kolbe                    |
| 2020  | Owen Farrell                     |
| 2021  | Antoine Dupont                   |
| 2022  | Antoine Dupont                   |
| 2023  | Antoine Dupont                   |
| 2024  | Antoine Dupont                   |

## Oscar de la meilleure joueuse française
| Année | Joueuse            | Joueuse à sept     | Joueuse à XV    |
| ----- | ------------------ | ------------------ | --------------- |
| 2014  | Safi N'Diaye       | –                  | –               |
| 2015  | Élodie Poublan     | –                  | –               |
| 2016  | Coumba Diallo      | –                  | –               |
| 2017  | Lénaïg Corson      | –                  | –               |
| 2018  | Jessy Trémoulière  | –                  | –               |
| 2019  | Pauline Bourdon    | –                  | –               |
| 2020  | Gaëlle Hermet      | –                  | –               |
| 2021  | Camille Grassineau | Camille Grassineau | Caroline Drouin |
| 2022  | Laure Sansus       | –                  | –               |
| 2023  | Gabrielle Vernier  | –                  | –               |
| 2024  | Agathe Sochat      | –                  | –               |

## Autres distinctions
| 2008 | Oscar Europe : Sergio Parisse |
| 2009 | Oscars de légende : les grands 2e ligne du monde (dont, entre autres, les Néo-Zélandais Colin Meads, Gary Whetton et Ian Jones, l’Australien John Eales, les Anglais Paul Ackford et Wade Dooley, l’Irlandais Paul O'Connell, les Sud-Africains Bakkies Botha et Victor Matfield, ainsi que les Français Benoît Dauga, Michel Palmié, Alain Lorieux et Olivier Brouzet). |
| 2010 | Oscar Europe : Yannick Jauzion Oscar du meilleur joueur étranger du championnat : Jonny Wilkinson Ouvreurs de légende français : Pierre Albaladejo, Jean Gachassin, Jean-Pierre Romeu, Jean-Patrick Lescarboura, Franck Mesnel Légendes étrangères : Phil Bennett , Hugo Porta , Neil Jenkins , Diego Dominguez , Naas Botha , John Rutherford                           |
| 2011 | Oscar du meilleur joueur étranger du championnat : Mamuka Gorgodze Oscar meilleur entraîneur monde : Graham Henry |
| 2012 | Oscar Europe : Brian O’Driscoll Oscar du meilleur joueur étranger du championnat : Steffon Armitage |
| 2013 | Oscar Europe : Juan Martin Fernandez-Lobbe Sélection XV de légende pour les soixante ans : Blanco – J.Davies, Gerber, Sella, Lomu – Carter, G.Edwards – McCaw, W.Spanghero, M.Jones – Dauga, B.Botha – Price, Fitzpatrick, Iraçabal. |
| 2014 | Oscar Europe : Matt Giteau |
| 2020 | Oscar Europe : Virimi Vakatawa |
| 2021 | Oscar Europe : Cyril Baille Oscar du plus beau geste : Benjamín Urdapilleta Oscar Meilleur espoir international français : Arthur Vincent. |
| 2022 | Oscar Europe : Jonathan Danty Oscar espoir : Nolann Le Garrec |
| 2023 | Oscar Europe : Brice Dulin Oscar espoir : Louis Bielle-Biarrey |
| 2024 | Oscar Europe : Jack Willis Oscar espoir : Nicolas Depoortère Oscar amateur : Stade villeneuvois Lille Métropole |